# Schulkindergarten
Schulkindergärten oder auch Vorklassen sind in einigen Bundesländern schulpädagogische Einrichtungen. Sie dienen dazu, schulpflichtige aber noch nicht schulreife Kinder auf die Schule vorzubereiten.
In Baden-Württemberg werden ähnliche Einrichtungen als Grundschulförderklasse bezeichnet, während Schulkindergärten vorschulische Einrichtungen für Kinder mit Behinderungen sind, bei denen erhöhter sonderpädagogischer Förderbedarf festgestellt wurde.

## Organisation
Schulkindergärten sind für Kinder bestimmt, an deren Schulreife aufgrund von Untersuchungen Zweifel bestehen. Nach dem einjährigen Besuch des Schulkindergartens oder der Vorklasse werden die Kinder nochmals auf ihre Schulreife untersucht und entweder in die erste Klasse der Regelschule oder der Förderschule eingeschult. Anders als bei regulären Kindergärten sind die Schulkindergärten und Vorklassen einer bestimmten Schule angegliedert.
Schulkindergärtner und Vorklassenlehrer sind Angestellte des jeweiligen Trägers. Eine spezielle Ausbildung oder ein Studium, das auf die Arbeit an Schulkindergärten oder Vorklassen ausgerichtet ist, gibt es ebenso wenig wie ein allgemeingültiges Programm. An Schulkindergärten und Vorklassen arbeiten ganz überwiegend Frauen, anteilig mehr als in allen anderen Schulzweigen.
Aufgrund der Bildungshoheit der Länder werden Schulkindergärten nicht in allen Bundesländern angeboten. Es gibt sie in Mecklenburg-Vorpommern sowie in den alten Bundesländern außer Bayern und Berlin, wobei Schulkindergärten in Baden-Württemberg eine andere inhaltliche Ausrichtung haben und Einrichtungen für behinderte Kinder sind. So gibt es zum Beispiel Schulkindergärten für geistig behinderte Kinder, für sprachbehinderte Kinder oder für körperbehinderte Kinder.

## Geschichte
Der erste Schulkindergarten wurde 1907 in Charlottenburg ins Leben gerufen, 1910 die erste Vorklasse im Berliner Pestalozzi-Fröbel-Haus. Im Schuljahr 2007/08 existierten in Deutschland 1334 Schulkindergärten mit 2251 Klassen sowie 264 Einrichtungen mit 442 Vorklassen.